# Rai Valley
La ville de Rai Valley est une localité de la région de Marlborough, située dans l’Île du Sud de la Nouvelle-Zélande.

## Situation
La ville de Nelson est à 48 km vers l’ouest. 
La baie de la ville d’Ōkiwi Bay est à 22 km au nord-est. 
La ville de Canvastown est à 17 km vers le sud-est  , .
La rivière Rai traverse aussi la localité pour rejoindre le fleuve  Pelorus au niveau du pont de Pelorus (en) vers le sud.

## Accès
La State Highway 6/S H 6 traverse la ville de Rai Valley.

## Toponymie
La zone a ainsi été nommée en l’honneur du chef des Rangitāne (en),  Rai kau moana .

## Activités économiques
La ville est le support local pour les fermes productrices de lait de la région  avec une production de lait puis une fabrique de fromages, qui fut établie là vers l’année 1909.

## Histoire
La vallée fut l’une des dernières à être explorée dans cette zone par les Européens dans le nord de la région de Marlborough. 
John Tinline la découvrit alors qu’il cherchait à construire une route pour aller vers Nelson en janvier 1850.
Au 19e siècle, la vallée de Rai était densément couverte de forêt.
Un centre-ville grossit ainsi à partir de Carluke, juste à l’ouest de la ville de ‘Vallée de Rai’ autour d’une scierie construite par William Brownlee en 1907.
Environ 100 personnes travaillèrent à la scierie et un chemin de fer léger fut connecté au site sur les berges du fleuve Pelorus ,, en retour plusieurs fermes se développèrent localement en 1919.

## Éducation
L'école de Rai Valley Area School est une école mixte, allant de l’année 1 à 13, avec un taux de décile de 6 et un effectif de 94 élèves.